# Мечеть Гюлаби-бека
Мечеть Гюлаби-бека (азерб. Gülabi bəy məscidi; тур. Gülabibey camii) — мечеть, расположенная в Кемахе. Построена в 1465 году по приказу губернатором Эрзинджана Гюлаби-беком в период государства Ак-Коюнлу.

## История

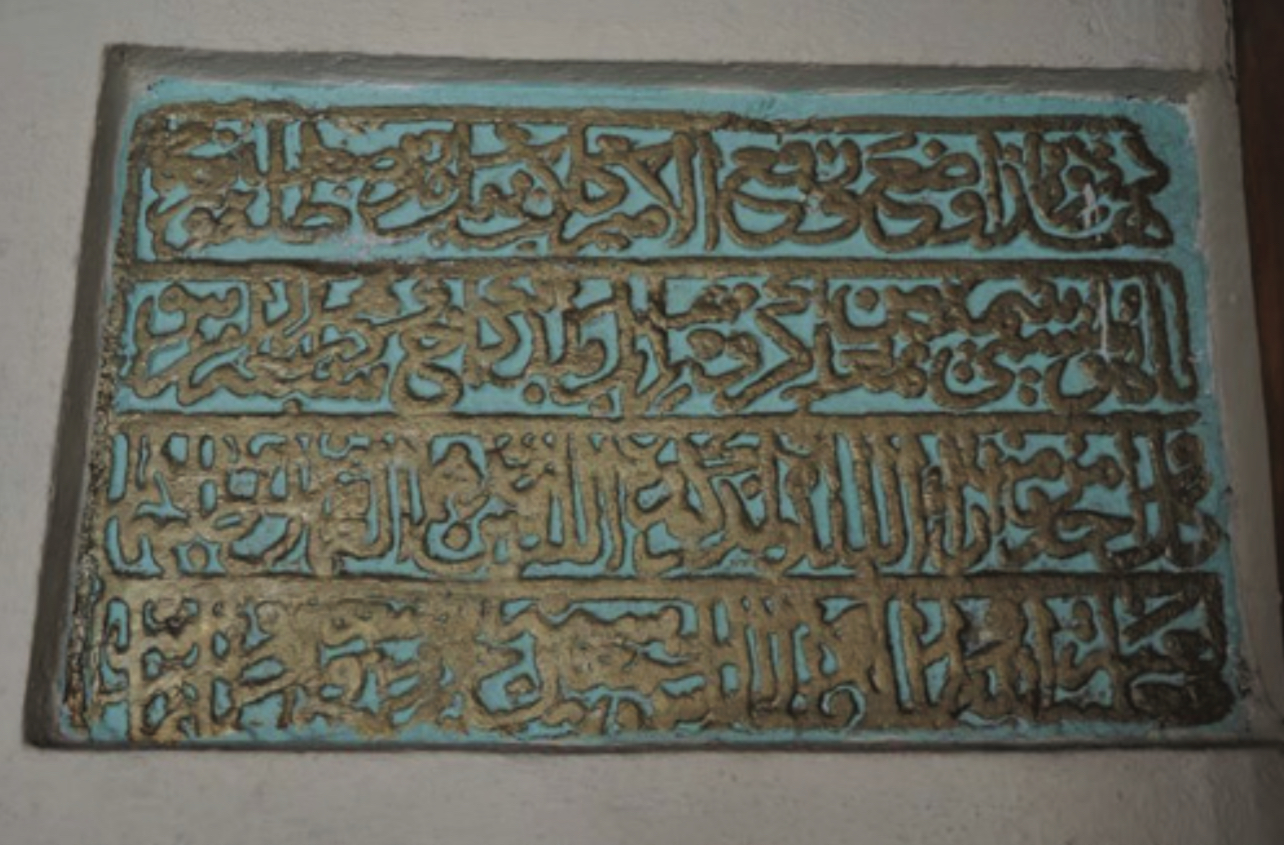
Табличка в мечети о её основании

Мечеть Гюлаби-бека расположена в районе Базар в  Кемахе. Пять надписей, в которых содержится информация об истории строительства, по-прежнему сохраняют свое присутствие в разных частях мечети. Две из этих надписей расположены за пределами мечети, на южной и северной оконечностях восточного фасада, третья — справа от входа в харим, четвертая — над входом в харим, а пятая — над алтарем. Третья надпись на арабском языке в четырех строках справа от входа в харим даёт информацию о дате её постройки:
«Эта заповедь — напоминание о правилах, которые он установил и отменил, пусть Аллах продлит его господство и прославит его. От жителей города Кемах… Семь дирхамов, которые армянские жители этого города получают от руководителей на каждого человека... (кто получит больше, чем положено), да постигнет их кара Аллаха, ангелов и всех людей. Написано в 870 году (1465—1466 года)».
Мечеть отождествляется с именем губернатора Эрзинджана — Гюлаби-бека, который умер в 1491 году. Она была отреставрирована в 1871 году неким Хаджи Али-беком. В 1939 году из-за землетрясения часть мечети была разрушена.

## Архитектура
Мечеть Гюлаби-бея является самой большой среди мечетей города и соседних деревень. Она была построена с деревянными колоннами и потолками. На севере мечети расположен притвор размерами 17,90 х 10,45 м. Вход в притвор осуществляется через деревянную дверь шириной 1,85 м, открывающуюся посреди северного фасада. Верхнее покрытие помещения размещено на четырех самостоятельных деревянных столбах, несущих своды притвора на севере, двух деревянных столбах, прикрепленных к стене на юго-востоке, стенах в восточном, западном и юго-восточном направлениях, и восьми независимых деревянных столбах. посередине. Расстояния несущих друг до друга и до стен варьируются от 3,00 м до 3,76 м, а их диаметры — от 0,29 м до 0,33 м. Деревянные столбы покоятся на каменных постаментах квадратом в плане по 0,40 м с каждой стороны. Деревянное покрытие места разделено на пять секций цельными деревянными балками, наброшенными в направлении север-юг на эти незакрытые носители. Между этими балками располагались горизонтально в направлении восток-запад деревянные столбы, закрывавшиеся досками, называемыми мертеками. Средняя часть примерно на 2,80 м шире и примерно на 0,20 м выше боковых сторон. Восточная и западная стороны притвора, перекрытого наклонной в трех направлениях шатровой черепичной крышей, перекрыты стенами из бутового камня. На этих двух стенах толщиной 0,53 м было открыто окно шириной 1,32 м. Северная сторона последнего места собрания была образована пятью круглыми деревянными арками, а внутри эти арки были закрыты деревянными стеклами в рамах. Эти арки на северном фасаде размещены на стенах с обеих сторон и на четырех независимых деревянных опорах посередине. Западная часть притвора была от одного конца до другого закрыта деревянной ширмой и превращена в комнату имама шириной 3,39 м. Участок размером 3,39 х 3,29 м на юге этого участка также был отделен деревянной ширмой и сделана пристройка. К востоку от пристройки находится квадратное спланированное основание минарета высотой 2,89 м с каждой стороны, сложенное из тесаного камня. Вход в минарет, открытый на высоте 2,00 м с восточной стороны постамента, ведет пятиступенчатая лестница в том же направлении.
Посередине южной стены притвора доступ к хариму осуществляется через открытый вход. Арка коронной двери в стиле айвана опирается на колонны с капителями, образованными простыми горизонтальными профилями с обеих сторон, а их тела оставлены пустыми. Коронная дверь ограничена снаружи ступенчатыми профилями в виде перевернутой буквы «U». Круглая арка проема главного входа шириной 1,89 м также оживлена профилями. Размер святилища в направлении восток-запад составляет 19,63 м на юге, 19,46 м на севере, а размер в направлении север-юг — 20,09 м на востоке и 19,76 м на западе. При таких размерах харим был построен на площади примерно квадратной формы, с деревянными столбами и потолками. Деревянный потолок, покрывающий святилище, поставлен на двенадцати самостоятельных деревянных столбах в три ряда посередине, а в других местах на капитальных стенах. Расстояния несущих друг до друга и до стен варьируются от 2,90 м до 5,93 м.  Деревянные носители средним диаметром 0,35 м имеют круглые каменные основания высотой 0,20 м и средним диаметром 0,40 м. Форму голове придавали небольшие желобки, наброшенные вертикально на деревянные шесты. Над этим участком были уложены деревянные арки, опирающиеся на квадратные строганные деревянные доски. Эти округлые арки размещены на консолях внутри стены в северном и южном направлениях. Деревянное перекрытие разделяло его на пять нефов, причем эти арки были выброшены в направлении север-юг. Эти нефы шире и выше, чем боковые нефы в середине. Высота святилища от пола до потолка 6,56 м посередине и 6,26 м по бокам. Махфил на севере святилища размещался на носителях, расположенных к северу от четырех независимых носителей в хариме. В махфиле ведет деревянная лестница к востоку от входа в святилище. В махфиле, северная граница которого очерчена деревянными перилами, есть три полукруглых эркера, переходящих в гарим. «Дуршакоглу Мустафа» написано в северном направлении четвертого деревянного шеста, несущего махфил.
На стене киблы есть полукруглая ниша михраба шириной 2,36 м, имеет глубину 0,53 м и ширину 1,67 м.  Михраб, который имеет девять рядов полостей мукарнаса, обрамлен профилями в форме перевернутой буквы «U». Над михрабом на поверхности капитальной стены образовался холмик. Посреди холма в стиле мусемма написано слово «Йа Фетта». В верхней части текста написано слово «Аллах», а внизу — дата «1171».  На обоих медных подсвечниках по обеим сторонам михраба есть надписи с каллиграфией сулюс, указывающие, кем они были подарены.
Справа от михраба стоит деревянный амвон, пристроенный в XIX веке. Дверь амвона с обеих сторон ограничена колоннадами, отброшенными вертикально и подчеркнутыми профилями.  Балюстрада кафедры обрабатывается в двух поколениях. Эти два пояса на балюстраде отделены друг от друга профилированным деревянным поясом. Зеркало разделено на три горизонтальные полосы с обеих сторон. Оформление боковых поверхностей кафедры завершается цоколем. Проход был открыт на поверхности фрамуги. Это отверстие с круглыми арками с обеих сторон придавало кафедре асимметричный вид. Треугольная площадь чуть выше круглой арки оценивалась двумя горизонтальными орнаментальными полосами. Шесть секций ограничены деревянными колоннадами с восьмиугольными капителями, подчеркнутыми профилями, отвесно закинутыми с обеих сторон до конуса. Эти две секции, границы которых очерчены колоннадами, разделены на восемь панелей. Павильонная часть кафедры окаймлена с обеих сторон упомянутыми выше восьмыми досками и холмами. Тот факт, что конус был размещен прямо, привел к тому, что эта часть стала плоской. Мечеть имеет арочное расположение в северном направлении.
Проповедническое кресло мечети является пристройкой последних лет и не имеет каких-либо художественных особенностей. Минарет мечети расположен внутри притвора, к западу от входа в святилище. Минарет с квадратным основанием, многоугольным корпусом и единственным балконом построен из тесаного камня. Он был пристроен в один из последних ремонтов мечети. Основание минарета составляет 2,89 м с каждой стороны и имеет квадратную форму. Вход в минарет, который был открыт на высоте около 2,00 м на восточной стороне пьедестала, ведет пятиступенчатая лестница на восток. Лестница из тесаного камня имеет длину 1,12 м по земле. Квадратное основание было превращено в восьмиугольник путем скоса на углах на уровне карниза и сформирована секция башмака. Корпусная часть многоугольная и недекорированная. Это единственная украшенная часть минарета с четырьмя горизонтальными поясами под честью. Геометрические мотивы, напоминающие сосновые шишки, выдавлены внутри призматических треугольников этих лент. Ограждение изготовлено из прямоугольных плит из тесаного камня. Средняя часть каждой части снова выделена прямоугольной формой.  Сотовая секция имеет такое же расположение, как и корпус.  Минарет заканчивается конусом и шаром на сотах.
Мечеть Гюлаби-бека представляет собой очень простое сооружение с внешней архитектурой. Восточный, западный и южный фасады поддерживаются двумя прямоугольными опорными башнями. Эти столбы разделили внутри каждый фасад на три части. Надписи на южном и северном углах восточного фасада представляют собой единственное применение помимо кладки. Вход, открытый посредине южной стены притвора, выполнен в стиле айвана и имеет форму коронной двери. Коронная дверь ограничена снаружи ступенчатыми профилями в виде перевернутой буквы «U». Нарезанная арка коронной двери сидит на колоннадах с капителями, образованными горизонтальными профилями с обеих сторон, и их тела оставлены пустыми. Проем главного входа также анимирован профилями.